# Kleopatra 7.
 Denne artikel bør gennemlæses af en person med fagkendskab for at sikre den faglige korrekthed.

 "Cleopatra" omdirigeres hertil. For andre betydninger af Cleopatra, se Cleopatra (flertydig).
Kleopatra 7. Philopator (december 70 f.Kr. eller januar 69 f.Kr. – 12. august 30 f.Kr.) var farao i Egypten fra 51 f.Kr. til 30 f.Kr.. Hun var den sidste af det makedonske Ptolemaios-dynasti, Lagiderne, og dermed den sidste græske hersker og farao over Egypten. Alle dynastiets konger hed Ptolemaios efter Alexander den stores general Ptolemaios, søn af Arsinoe og Lagos, der mente, at Egypten burde være magtbase for det verdensrige, Alexander efterlod sig. Ikke mindst havde et orakel udtalt, at Alexander var søn af guden Amon Ra, den egyptiske parallel til grækernes Zeus. Dronningerne kunne vælge mellem flere navne: Berenike (= bringer sejr), Arsinoe (= ædelmodig) eller Kleopatra (= sin fars ære, af kleos = ære og patros = far).

## Biografi

### Baggrund
Intet vides om Kleopatras opvækst, men hendes skæbne var bestemt af hendes fars fætters, Ptolemaios 11. testamente; han efterlod sit egyptiske rige til romerne som tak for, at de havde hjulpet ham til magten. Andre riger som Kyrenaika i Libyen var kommet under Rom på samme måde. Men Ptolemaios 11. sad kun på tronen i 18 dage, før en rasende folkemængde slog ham ihjel, da den opdagede, at han havde dræbt sin kone og sin svigermor. Så overtog Kleopatras far tronen, Ptolemaios 12. med tilnavnet Auletes (= fløjtespilleren), fordi han spillede aulos, en slags obo. Auletes betalte enorme bestikkelser til Roms ledende politikere for at blive anerkendt som regent på trods af testamentet, men forgæves. Folket hadede ham for de øgende skatter og afgifter, han pålagde for at betale bestikkelse til korrupte romere, og fordi han blev betragtet som illegitim. Rigtignok var han gift med sin halvsøster, Kleopatra 6. Tryfaina, der var legitim (hendes forældre var søskende), mens hans egen mor havde været farens frille – ikke hans søster. Hun begik selvmord med en kobra eller en hugorm.
I Rom havde Cato den Yngre anklaget Julius Cæsar for delagtighed i Catilinas sammensværgelse, så folkeforsamlingen besluttede at annektere Cypern, og at Cato var den rigtige mand for opgaven, for at slippe af med ham. Cypern var en del af det ptolemæiske rige, og en af Auletes' halvbrødre havde regeret som konge i tyve år. Han begik i fortvivlelse selvmord, og optøjer brød ud i Alexandria som protest mod, at Auletes ikke havde ydet halvbroren hjælp. Han rejste derfor til Rhodos, hvor Cato planlagde sin annektering af Cypern, men uden at få nogen sympati derfra. Sommeren 58 f.Kr ankom han til Rom, hvor Pompejus indkvarterede ham i en villa ved Frascati. Her blev han i tre år, og sank dybt i gæld, han aldrig ville kunne indfri.
Auletes' og Tryfainas ældste barn, Berenike 4., blev dronning i sin fars fravær. Som gemal valgte hun Arkhelaos, søn af kong Mithradates 6. af Pontos. Auletes' fire yngre børn – Kleopatra 7., Arsinoe, Ptolemaios 13. og Ptolemaios 14. – har muligvis haft en anden mor end Tryfaina. Det kunne forklare, hvorfor Berenike ikke tog sin lillebror Ptolemaios 13. til ægte, men valgte en mand udefra, hvis Ptolemaios 13. kun var hendes halvbror og dermed illegitim. I så fald kan også Kleopatra have været en halvsøster af Berenike, men dermed ville også Kleopatra have været illegitim, og det ville romerne have kendt til og brugt imod hende, ligesom de brugte det imod Auletes, som lod sin datter Berenike henrette, da han i 55 f.Kr vendte tilbage til Egypten med romerske tropper i ryggen, anført af blandt andre Marcus Antonius. Berenikes enkemand Arkhelaos fik senere en søn med samme navn med hetæren Glafyra, og denne søn blev sagt at være udnævnt til konge af Kappadokien, efter at hans mor Glafyra havde tilbragt en nat sammen med den samme Antonius.

### Dronning
Omstændighederne om Kleopatras magtovertagelse er uklare, men papyrusfund afslører, at Auletes' navn står alene i dokumenterne til og med januar 51 f.Kr. Fra februar står Kleopatras navn ved siden af farens, og dateringen er dobbelt, "år 30 = år 1". (Auletes' 30. regeringsår og Kleopatras første.) I midten af juli optræder Auletes' navn for sidste gang. Man kan gætte på, at han er blevet syg ved årets begyndelse, og at hans død blev holdt hemmelig for at afvente romernes reaktion på hans testamente, der vistnok aldrig blev journalført i det romerske statsarkiv, men blev liggende hjemme hos Pompejus.
En indskrift fra 22.marts 51 f.Kr om Kleopatras sandsynligvis første offentlige fremtræden er på Ny Carlsberg Glyptotek i København: "Dronningen, herskerinde over begge lande, [Øvre og Nedre Egypten] gudinden der elsker sin far, førte ham [tyren] i Amons båd sammen med de kongelige skibe i nærvær af indbyggere og præster i Theben og Hermonthis." I byen Hermonthis dyrkede man en tyr kaldet Buchis, med sort hoved og hvid krop, der blev anset som reinkarnation af krigsguden Menthes og solguden Amon Ra. Når en Buchis-tyr døde, blev han mumificeret og højtideligt begravet, før en ny tyr blev opsporet og indviet i tjenesten. Selv var Kleopatra en inkarnation af gudinden Isis, en rolle hun dyrkede helt bevidst.
Ifølge Plutark havde Kleopatra sprognemme, selv om "regenterne før hende sjældent gad lære egyptisk, og enkelte havde sågar glemt makedonsk". Kleopatra derimod benyttede sjældent tolk, fordi hun kunne forhandle på udlændingenes egne sprog – latin er ikke nævnt. Nogle af Auletes' romerske støttetropper var nordeuropæere, så hun har muligvis endda haft kendskab til germanske og keltiske sprog.

### Cæsar
Efter ptolemæisk tradition skulle Kleopatra som dronning gifte sig med sin lillebror, Ptolemaios 13. på ti år. Han havde tre mægtige mænd bag sig: Evnukken Pothinos, der var kongelig formynder og rigets finansminister, Achillas, der var chef for den kongelige livgarde, og Theodotos fra Samos, der var drengens lærer. Men Kleopatra foretrak åbenbart at regere alene. Hun tog tilnavnet Filopator (= elsker sin far), hvad der kan have provokeret folk i Alexandria, som overførte deres misnøje med Auletes til hans datter.
I år 48 f.Kr. blev Kleopatra drevet på flugt, og lillebroren sad på tronen. Om sommeren stod Kleopatra dog klar til at invadere sit land østfra med en hær af arabere fra Sinai. Den besejrede general Pompejus kom til Egypten på flugt fra Cæsar. Ptolemaios 13. lod generalen myrde, men da Theodotos fra Samos overrakte Cæsar hans afhugne hoved, brast Cæsar i gråd. Pompejus havde været romernes største feltherre og Cæsars svigersøn, gift med Julia, der var død i barselseng. Derefter blev Cæsar rasende og Theodotos flygtede, men blev seks år senere opsporet og korsfæstet af Brutus.
Cæsar overtog kontrollen med Alexandria og sendte en efterlysning ud efter Ptolemaios 13. og Kleopatra. Hun befandt sig i ørkenen, og Achillas' tropper, der var loyale mod hendes bror, spærrede vejen til Alexandria. Plutark fortæller, at hun tog dertil i en lille båd sammen med sin ven Apollodoros fra Sicilien, som derefter smuglede hende ind i Cæsars arbejdsværelse i en sæk med sengetøj som han bar på sin ryg. (I en senere version kom hun indrullet i et tæppe.) Det lyder sært, at en ukendt mand frit kunne gå ind bare ved at påstå at "Cæsar ventede en gave", og Plutarks biografier er mistænkeligt dramatisk lagt op; men Dio Cassius' version, hvor Kleopatra nærmest er spadseret lige ind til Cæsar, er også påfaldende. I hvert fald fandt de to sammen – Kleopatra var ellers ti år yngre end Cæsars afdøde datter Julia.
Morgenen efter kaldte Cæsar uventet parterne sammen for at kundgøre, at han havde fældet dom i sagen mellem de to søskende, og at de skulle deles om magten, som Auletes havde ønsket i sit testamente. Den trettenårige Ptolemaios sprang ud i gaderne og råbte, at han var forrådt af sin søster. Cæsar lod hans formynder Potheinos henrette, og nu begyndte "den alexandrinske krig", hvor Achillas' styrker gik til angreb på byen for at drive de romerske tropper ud og fange Kleopatra. Lillesøsteren Arsinoe flygtede med sin evnuk Ganymedes ud til Achillas' hovedkvarter, hvor hun blev udråbt til ny dronning, og Ganymedes tog kommandoen over hæren. Som et modtræk lod Cæsar sætte ild til den egyptiske flåde, og 72 brændende fartøjer drev flammende om i havnen, der fik karakter af et inferno. Plutark skriver fejlagtigt, at også biblioteket brændte ned; men det eksisterede flere tiår senere, da Strabon besøgte det.
Belejringen af Alexandria varede fra november til hen i marts 47 f.Kr. Da kom Mithradates af Pergamon Cæsar til undsætning. Efter ilmarch gennem Nildeltaets sumpe kunne Cæsar slå sig sammen med Mithradates' hær og sydfra angribe de egyptiske styrker. I to døgn kæmpedes mellem vandingskanaler og papyrusklynger, indtil Cæsars germanske ryttertropper stormede højen, hvor Ptolemaios holdt til. Med sine livvagter forsøgte han at flygte på en pram over en kanal, men den væltede, og alle druknede, deriblandt den fjortenårige konge. For Kleopatra var det et problem, at han var druknet i Nilen, da en sådan død var velsignet af Osiris, og efter folketroen gjorde det muligt for kongen at genopstå. Cæsar sørgede for at få den døde med sig, så alle kunne forvisse sig om, at han virkelig var omkommet.

### Cæsarion
Kleopatra fødte 23.juni 47 f.Kr en søn, Ptolemaios 15. Kaisar – det sidste efter sin far. Folk i Alexandria kaldte ham Kaisarion, da suffikset -ion var den vedtagne måde at gøre latinske mandsnavne græske på: Marcus blev Markion, Priscus blev Priskion, osv. Den latinske stavemåde af Kaisarion var Cæsarion, som romerne kan have benyttet også for at markere afstanden til hans far. Cæsars adoptivsøn, den senere Augustus, mente senere, at han havde eneret til navnet Cæsar. Videre blev Cæsars faderskab draget i tvivl. Selv om han var berygtet for sine udsvævelser, havde han ikke fået andre børn end Julia, mere end tredive år tidligere, og man antog, at han var steril.
Egypten forblev en uafhængig stat, selv om tre romerske legioner var stationeret der. Kleopatras besøg i Rom – hun medbragte sin etårige søn, samt sin bror og medregent, Ptolemaios 14. – kan sandsynligvis tidsfæstes til Cæsars fire triumfer den sidste uge i september 46 f.Kr. Sejrene i Gallien, Egypten, Asien og Afrika blev fejret med blandt andet fyrre elefanter paraderende opad Kapitol. Blandt fangerne vaklede Arsinoe og Ganymedes, tynget af lænker. Arsinoes liv blev dog skånet; Cæsar forviste hende til Artemis-templet i Efesos.
Ved årets slutning begav Cæsar sig igen i krig, denne gang i Spanien. Han kom også til Mauretanien, hvor han indledte et forhold til kong Bogudes' dronning Eunoe. Tilbage i Rom blev han myrdet 15.marts 44 f.Kr, tre dage før han ville have påbegyndt sit felttog mod Partherriget. Hans medkonsul Marcus Antonius kom helskindet fra attentatet, da han blev opholdt udenfor. Da indholdet i Cæsars testamente blev offentliggjort, var hverken Kleopatra eller Cæsarion omtalt, men bigami var da også forbudt efter romersk lov, og drengen var født udenfor ægteskab. I stedet for var Cæsars attenårige slægtning Gaius Octavius, den senere Augustus, indsat som hovedarving og adoptivsøn. Imidlertid tillod romersk lov ikke adoption gennem et testamente, og situationen var uvis. Cicero skrev 15.april: "At dronning Kleopatra er stukket af, har jeg intet imod." Samme sommer må hendes lillebror Ptolemaios 14. være død; efter 24.juli nævnes han ikke mere. Den jødiske historiker Josefus beskylder hende for at have forgiftet broren, men hans indtryk af hende stammer fra Nikolaos fra Damaskus, lærer for Kleopatras børn, der efter hendes død gik i Herodes' tjeneste og skrev en smigrende biografi om hendes fjende Augustus. Som sin ny medregent valgte hun sønnen, den treårige Cæsarion. Relieffet på hans fødselstempel viser Kleopatra på knæ ved sin nyfødte, hun beskrives her som "mor til Ra", altså solguden, mens sønnen har en skarabæ over sit hoved, hvad der markerer ham som solgud. For Kleopatra var der større ære i at fremstå som gudens mor end kongedatter.
Vinteren 44/43 f.Kr blev Egypten rammet af hungersnød, da Nilens årlige oversvømmelse nærmest udeblev. Lægen Dioskurides Fakas (= den fregnede) beskrev den påfølgende pest med hævede lymfekirtler og blåsorte hudpletter, der minder om symptomer på Den sorte død. Optøjer brød ud i Alexandria med sin halve million indbyggere. Kleopatra havde været nødt til at indføre rationering og nægte den jødiske befolkning sædekorn, begrundet med, at jøderne ikke havde borgerrettigheder i byen.

### Marcus Antonius
I 41 f.Kr. rejste Marcus Antonius, Cæsars tidligere medkonsul, med to legioner til Efesos, hvor han ankom under fejringen af vinguden Dionysos, og selv blev hyldet som "Den nye Dionysos". Mens Octavian baserede sin magtstilling i Rom på at være søn af guden Cæsar, kunne Antonius nu anføre, at han var en gud. Om sommeren samme år nåede han til Tarsus, Kilikiens hovedstad. Han tilkaldte Kleopatra i håb om egyptisk støtte til det kommende felttog mod partherne, men måtte sende sin personlige adjutant, før hun indvilgede i at komme. Tarsus var stedet, hvor guderne Dionysos og Afrodite havde mødtes, og Plutark skriver, at Kleopatra ankom "prydet som Afrodite på et maleri" i sin pragtfulde lystbåd op ad floden Kydnos. I lighed med de to guder kom Antonius og Kleopatra til at danne et par. Om bord i skibet holdt hun en fest, hvortil der var indkøbt roser for en hel talent (ca 26 kilo) sølv, så gæsterne vassede rundt i et tykt lag rosenblade. Hun gik med på at stille sin flåde og sin rigdom til romernes rådighed, i bytte mod nogle henrettelser, blandt andre en opvigler i Arados, der udgav sig for at være hendes genopståede lillebror Ptolemaios 13., og hendes egen lillesøster. Det rygtedes nemlig, at præsterne i Artemis-templet i Efesos hyldede Arsinoe som dronning, og Antonius gik med på at få hende henrettet. Det vides ikke, om Arsinoe blev voldtaget og dræbt af romerske soldater, eller om hun fik lov til at begå selvmord.  I 2009 genskabte man Arsinoes ansigt ud fra det kranium, man mener er hendes.
Nu havde Kleopatra sørget for at være den eneste genlevende af Auletes' fem børn. Antonius overvintrede hos hende, men i februar 40 f.Kr forlød det, at hans kone Fulvia og hendes bror Lucius havde stillet sig i spidsen for et oprør mod Octavian under påskud af at kæmpe for Antonius. Han måtte i al hast hjem for at opklare sagen. Parallellen med Cæsar var slående: Begge mænd var udsvævende og gift for tredje gang; begge mænd forlod Kleopatra gravid. Dennegang nedkom hun med tvillinger, som fik navnene Cleopatra Selene (= Kleopatra Måne) og Alexander Helios (= Alexander Sol). Partherkongen kaldte sig "bror af Sol og Måne", så gennem børnenes navne gjorde Kleopatra krav på Partherriget endnu før kampene var begyndt.
Som et eksempel på Kleopatras sløsen kendes anekdoten om hendes væddemål med Antonius, om hun kunne servere et måltid til en værdi af ti millioner sestertser. (Regnet ud fra en legionærs årsløn, kunne man for den sum holde to legioner – en romersk legion bestod af 4-6.000 mand – gående i et år, altså omkring 10.000 årslønninger.) Hun skal have taget en enorm perle fra sin ørepynt, sluppet den i et bæger med eddike hvor den opløstes, og tømt bægret. Da hun ville fortsætte med én perle til, blev hun standset. Plinius den Ældre fortæller videre, at den anden perle efter Kleopatras død blev kløvet i to for at tjene som ørepynt på Venus-statuen i det nyopførte Pantheon i Rom. Imidlertid er ingen eddike stærk nok til at opløse perler. Og en væske med en sådan egenskab kan man slet ikke drikke, uden at ens indvolde tager skade. I samtiden var historien da også ukendt. Derimod fortæller Sueton, at kejser Caligula drak perler opløst i eddike, og Horats fortæller i et digt, hvordan Clodius løste en perle fra sin kone, Cecilia Metellas, ørepynt, løste den op i eddike og bød sine gæster at drikke. Men historien knyttes ikke til Kleopatra, før Plinius nævner den ca 100 år senere.
Kleopatra tillægges stor grusomhed, når hun angiveligt udprøvede forskellige typer gift på fanger, der var tvunget til at indtage dem, så hun kunne studere virkningen. Det drejede sig både om giftige urter og mineraler, der kunne røres ud i mad og drikke, og om bid af giftige slanger og reptiler. Disse eksperimenter skal ikke kun være udført for at studere, hvilken gift der udvirkede den hurtigste og mindst pinefulde død; men angiveligt også, fordi dronningen morede sig selv og sine gæster med at betragte fangernes dødskamp. Hun skal også have foretaget en udprøvning af Aristoteles' teori om, at et drengefoster besjæles efter 40 dage; et pigefoster først efter 90 dage. Det forlød, at hun fik kammerpiger, der var dømt til døden, gjort gravide; derefter udført vivisektion på dem på forskellige tidspunkter af svangerskabet, i den hensigt at studere fosterudviklingen.

## Storhedstid
Ved ankomsten til Athen mødte Antonius sin kone Fulvia. Oprøret for at genoprette republikken var slået fejl, og han efterlod hende alene på dødslejet. Ved overenskomsten i Brindisium i oktober 40 f.Kr delte Octavian, Lepidus og Antonius Romerriget mellem sig, så Antonius blev siddende med Østen og partherkrigen. Da han nu var enkemand, tilbød Octavian ham sin søster Octavia, der nylig var blevet enke, med to sønner ligesom Antonius. Ved årsskiftet må Antonius have hørt, at Kleopatra havde født hans tvillinger; på det tidspunkt var Octavia gravid. I Egypten var økonomien stabil, og Kleopatra gennemførte en møntreform, hvor sølvindholdet i den lokale valuta blev tilpasset den romerske for at lette handelen. Men romerne havde hjulpet Herodes til at oprette en stærk jødisk stat som modvægt til Egypten.
I efteråret 37 f.Kr opholdt Antonius sig i Antiokia, og indbød Kleopatra. Sammen forrykkede de magtbalancen i Mellemøsten helt. Med ét slag var Egypten forvandlet fra en isoleret stat til den udstrækning, det havde haft under kong Ptolemaios 2. Filadelfos over 250 år tidligere. Herodes blev den store taber: Avlingerne af dadler og balsambuske rundt Jeriko blev Kleopatras ejendom, men Herodes fik lov til at høste dem mod en årlig afgift på 200 talenter. Det samme gjaldt de nabatæiske araberes udvinding af bitumen. Totalt skaffede det Egyptens statskasse ti ton sølv årligt. Antonius genoptog også sit forhold til Kleopatra, og vedkendte sig farskabet til tvillingerne.  Fra det tidspunkt blev Alexandria hans hjem.
I marts 36 f.Kr startede Antonius sit felttog mod partherne med 120.000 mand. Krigen endte med et katastrofalt tilbagetog ud på vinteren, uden tilstrækkelig proviant. Kleopatra fik skyld for at Antonius var taget for sent af sted, alternativt at han vendte for tidligt om. Han nåede frem til kysten ved Sidon, hvor Kleopatra i januar 35 f.Kr kom ham til undsætning med en hær – noget af en bedrift, for hun havde født sit fjerde barn kun få måneder tidligere, sønnen Ptolemaios Filadelfos (= elsker sine søskende), efter den konge, der havde regeret, da det ptolemæiske rige var på sit aller mægtigste.
Men også Antonius' kone Octavia var undervejs med en flåde og soldater. Hun medbragte dog kun 70 af de 120 skibe, hendes bror havde lovet ham, og kun en tiendedel av de lovede 20.000 soldater. Dette var et løftebrud så groft, at Antonius skrev et brev til Athen og bad Octavia om at vende om. Det vakte skandale, men Octavia nægtede til sin brors forbavselse og vrede at forlange skilsmisse. Hun blev boende i Antonius' og sin bolig med sine to sønner, hans to sønner med Fulvia, samt deres to fælles døtre, Store- og Lille-Antonia, hvoraf sidstnævnte blev mor til kejser Claudius.
I 34 f.Kr invaderede og besejrede Antonius Armenien, der blev en romersk provins. Han fik sin seksårige søn Alexander forlovet med Iotape, datter af kong Artavasdes af Medien, for at sikre sig en allieret. Kleopatra havde fulgt Antonius til Eufrat for at sige farvel, og på hjemvejen besøgte hun Herodes i Judæa. I lighed med farisæerne var han positiv til græsk-romersk kultur, modsat hasmonæerne, der ville genoprette kong Davids rige. Hans svigermor Alexandra tog hasmonæernes parti, og havde bedt Kleopatra om hjælp til at få sin søn Aristoboulous indsat som ypperstepræst. Herodes fik ham i stedet dræbt i en fingeret drukningsulykke, og Alexandra bad Kleopatra om at hævne dødsfaldet. Hun og datteren Mariamne forsøgte at flygte i hver sin kasse, der skulle bæres til et ventende egyptisk skib, men de blev afsløret, og Herodes mistænkte Kleopatra for at stå bag. Det er ikke kendt, om hun nogensinde mødte Alexandra eller Mariamne, som Herodes senere lod henrette, men efter at Kleopatra havde forladt Judæa, sørgede han for at opruste fæstningen Masada, så den kunne rumme 10.000 soldater, ifald hun fandt på at komme tilbage.
Sejren over Armenien blev fejret med en strålende parade i Alexandria. På den hellenistiske verdens største idrætsanlæg, Alexandrias gymnaseion, sad Antonius og Kleopatra på en platform på hver sin trone af guld, han i romersk feltherreuniform, hun klædt som Isis. De fire børn sad på egne små troner længre nede. Antonius rejste sig og erklærede, at Cæsarion var legitim søn af Cæsar og bar titlen "Kongernes konge". Følgelig var Kleopatra "Kongernes dronning", og mor og søn lovlige herskere over Egypten og Cypern. Alexander Helios blev udnævnt til konge af Armenien, Medien og alt land helt til Indien. Kleopatra Selene blev tildelt Kyrenaika og Kreta, skønt begge var fuldværdige romerske provinser og forvaltet af romerske embedsmænd, der dog gik med på at vise den egyptiske krokodille på mønterne. Ptomelaios Filadelfos blev konge af Syrien og Kilikien. Kleopatra var blevet datidens mægtigste kvinde, regent i en stormagt som i udstrækning næsten tilsvarede Alexander den stores.
I oktober 32 f.Kr sendte Octavian krigserklæringen, der helt uventet var rettet mod Kleopatra, ikke Antonius, som degraderes til privatus, privatmand, uden myndighed til at kommandere. Formuleringen i krigserklæringen er ikke bevaret, og formelt set havde Kleopatra ikke optrådt forkert i forhold til Romerriget. Heller ikke hendes børns landevindinger var kritikværdige, da de blev kundgjort af en romersk embedsmand.

### Slaget ved Actium
Augustus praler i sin selvbiografi af, at han i sin regeringstid bekostede jordejendomme til over 300.000 veteraner. Men det havde været en umulighed uden Kleopatras guldreserver. Sommeren 32 f.Kr havde Octavian måttet indføre en indtægtsskat på 25%, der gik til oprustningen mod hende, og resulterede i optøjer over hele Italien. Octavian måtte finde på en list for at motivere romerne for denne krig. Han påstod, at Antonius' testamente blev opbevaret i vestalindernes tempel i Rom, tiltvang sig dokumentet, og læste det højt i senatet. Sandsynligvis var der tale om en forfalskning; Antonius ville næppe have efterladt et så kompromitterende dokument i Rom. I testamentet udtryktes ønsket om at begraves i Alexandria, hvad der mindede om Cæsars planer om at flytte hovedstaden dertil fra Rom. Octavian regnede nu med at have folket bag sig i den kommende krig.
I 31 f.Kr. ankom Antonius og Kleopatra med flåden til Actium ved indløbet til den ambrakiske bugt for at standse den romerske fremrykning. Fra det smalle sund kunne de se Octavians 80.000 soldater gå i stilling ved indløbets nordside. Antonius oprettede sin lejr på sydsiden, henved 100.000 mennesker, blandt dem store dele af den romerske senatsstand, hvoraf en tredjedel stod på hans side. I sommervarmen blev lejren rammet af malaria og dysenteri. Begge lejre manglede ferskvand og proviant, men Octavian havde åbne forsyningslinjer over havet. Det var åbenbart, at Antonius måtte bryde ud af den håbløse stilling, og havde bemærket, at der hver eftermiddag blæste en kraftig, nordvestlig vind. Den burde kunne bringe dem i sikkerhed. Under antikkens søslag blev sejlene normalt ladt tilbage på land, da deres vægt hindrede roerne i at manøvrere raskt. Antonius sagde som et påskud for at sejlene skulle med, at de trængtes, når man skulle forfølge Octavians skibe. Hans mænd gennemskuede ham og tabte modet. Det drejede sig jo om flugt, ikke om sejr. De blev beordret om bord i de bedst udrustede skibe; de andre fartøjer blev brændt. Octavian og hans generalstab så røgen drive over de flade sandbanker, og forstod, at Antonius planlagde noget. 2.september lod han flåden ro ud af det trange sund. På havet lå Octavians flåde, 400 skibe ventende i halvmåne-formation. Antonius havde kun 230 skibe tilbage, halvparten af udgangspunktet, og tres af dem var Kleopatras. Det havde da heller ikke manglet på jærtegn før slaget: I Athen rev en storm en statue af Dionysos ned, og i en gruppe skulpturer var kun statuerne med Antonius' navn væltet. I Patrai var Herakles' tempel truffet af lynet. Da også et svalepar, der havde bygget rede i agterstavnen af Kleopatras skib Antonias, blev jaget væk af et andet svalepar, blev Kleopatra så opskræmt, at også Antonius blev urolig.
Da søslaget rasede, hejste Kleopatras skibe pludselig sejl og fik bragt de enorme, medbragte værdier i sikkerhed. Antonius havde slået en kile i romernes slaglinje, som hun kunne flygte ud gennem. Men det mislykkedes Antonius at løsrive sig fra fjenden. Octavian fik ikke sænket Antonius' kolossale fartøjer, men tyede til ildspåsættelse, så de indespærrede roere omkom i et inferno af flammer. I nattens løb gik Antonius' officerer med på at overgive sig. Antonius selv stak af under slaget og klatrede om bord i Kleopatras skib. Vergil har skildret slaget ved Actium i Æneiden, hvor romernes stamfar Æneas modtager et skjold af krigsguden Mars, med Roms fremtid afbildet. Af Roms 700-årige historie fra grundlæggelsen til Augustus optager søslaget ved Actium omtrent den halve skjoldflade.
Parret gik i land i Libyen, hvor Antonius overvejede at begå selvmord, mens Kleopatra skyndte sig hjem til Alexandria. Hun ville få sin flåde i sikkerhed i Det Røde Hav, slæbt over sand og grus til Suez, men der dræbte nabatæerkongen Malkhos vagtstyrken og brændte skibene. Antonius forblev apatisk. Han lod bygge en villa yderst ude på en molo i Alexandrias havn og kaldte den "sit Timonium", efter eneboeren Timon, der skyede andres selskab.

### Død og gravsted
Efter sejren ved Actium invaderede Octavian Egypten. I Alexandria arbejdede stenhuggere og tømrere i skift for at få Kleopatras gravkammer færdigt. Specielt udkommanderede afdelinger indsamlede kostbarheder, der skulle følge hende i døden. Det passede Octavian, at hun sådan sparede ham for besværet med selv at indsamle dem. Han blev dog meget urolig, da det forlød, at hendes gravkammer også var fyldt med brændsel til et enormt ligbål. Antonius havde tilbudt ham at begå selvmord, hvis Kleopatra til gengæld beholdt sin trone. I stedet for sendte Octavian sin frigivne slave Thyrsus for at indgå en aftale med hende, men da vågnede Antonius op, fik Thyrsus pisket offentligt og hjemsendt med besked om at Octavian kunne gøre det samme med en af de grækere, der havde sveget Antonius. Cæsarion blev sendt i sikkerhed med kurs for Det Røde Hav, hvorfra han var ment at sejle til Indien.
Ved daggry 1. august stillede Antonius sine styrker op udenfor den østre byport. Kleopatras sidste flådestyrker satte kurs mod de romerske skibe – men i stedet for at angribe, sejlede begge parter forenet ind i havnen. Antonius' kavaleri sluttede sig nu til Octavians rytterafdelinger. Kleopatra løb med to kammerpiger og en eunuk til sit gravkammer og låste sig inde der. Antonius skal have troet, at hun tog sit liv, og bad sin slave Eros om at dræbe sig. Eros tog i stedet for sit eget liv. Antonius stødte så selv sit sværd i maven, men døde ikke. Forladt lå han på en sofa og blødte ihjel, da Kleopatras sekretær Diomedes fandt ham. Porten til hendes gravkammer var låst med en mekanisme der ikke kunne åbnes igen, men da bygningen ikke stod færdig, var der en åbning øverst. Han blev så hejst op til hende, og døde der. Octavian sendte Gaius Proceleius for at finde Kleopatra. Fra sit gravkammer nægtede hun dog at komme ud, medmindre hendes børn arvede Egyptens trone. Til sidst kravlede Proceleius ind ad åbningen øverst, hejste sig ned i et reb og tog hende til fange i hendes eget gravkammer. Nogle dage senere blev hun dog installeret i sit palads. Octavian havde først ønsket hende levende til sit triumftog gennem Rom, men blev efterhånden i tvivl: At slæbe en næsten fyrreårig firebørnsmor af sted i lænker, ville ikke tjene ham til megen ære, og de romerske Isis-dyrkere ville heller ikke bryde sig om at se den levende gudinde slæbt gennem gaderne.
Ifølge myter skulle Kleopatra have begået selvmord ved at lade sig bide i brystet af en egyptisk kobra, solguden Ras hellige slange. Plutark vil have det til, at hun samme dag havde bedt Octavian om tilladelse til at besøge Antonius' grav, hvorefter hun lukkede sig inde med kammerpigerne Eiras og Charmion. Hun sendte så en af vogterne til Octavian med et forseglet brev, hvor hun skal have bedt om at gravlægges ved Antonius' side. Octavian sendte et par vogtere af sted, der slog døren ind og fandt hende død på sofaen, Eiras død på gulvet, mens Charmion famlende prøvede at fæste et diadem på Kleopatras hoved før også hun sank død om. Nogen slange blev aldrig fundet, og historien om at en mand bragte dronningen en kurv figner, der også gemte en giftslange, kan meget vel være Octavians forsøg på at skjule, at han i virkeligheden fik hende dræbt. En enkelt, indsmuglet slange ville ikke på så kort tid kunne dræbe mere end én kvinde.
Ifølge Dio Cassius blev Kleopatras lig balsameret ligesom Antonius’, og Plutark skriver, at de to på Octavians ordre blev gravlagt side om side. Men i dag aner ingen, hvor graven er. Det meste af antikkens Alexandria ligger i dag på seks meters dyb i havet efter en række jordskælv. Arkæologen Kathleen Martinez har i årevis haft fokus på Taposiris Magna (i dag Abu Sir) 45 km vest for Alexandria. Strabon beretter, at byen Taposiris Magna afholdt en stor fest, sandsynligvis til ære for Osiris, som byen var opkaldt efter. Ved udgravninger fandt Martinez tunneler og kamre under stedets tempel. Hun mener, at Kleopatras selvmord var en rituel handling, baseret på, at Kleopatra blev opfattet som inkarnationen af gudinden Isis, mens Antonius her fik rollen som gudindens bror og ægtefælle Osiris. Osiris-myten drejer sig netop om at vinde udødelighed. Taposiris Magna kunne være et naturligt valg som gravsted, da byen lå indenfor Alexandrias bygrænse, og endnu ikke var under romersk kontrol i de sidste dage før Kleopatras død.

## Håndskrift og udseende
Mere end tre "autografer" fra antikken er ikke kendt. Nogle høflighedsfraser er overleveret fra Ptolemaios 10. Alexander (Kleopatras farfars bror) og den østromerske kejser Theodosius 2.; desuden opbevares Kleopatras signatur på det egyptiske museum i Berlin. Dokumentet er en tilladelse til, at Publius Canidius Crassus (Antonius' general, som han efterlod i Armenien for at organisere landet til en romersk provins) og hans efterkommere kan eksportere henved 300 ton hvede og over 100.000 liter vin skattefrit fra Egypten og har et kongeligt dekrets karakteristika: Årstal og dato (23. februar 33 f.Kr) øverst, direkte fulgt af et vedtag uden indviklede hilsner. En aftale af denne størrelsesorden kunne kun regenten selv udfærdige, dvs. Kleopatra, og der benyttes da også den majestætiske flertalsform "vi". En skriver har udformet det, men under den nederste rad står et sidste ord med en anden håndskrift, ginesthoi (græsk for "lad det ske"). Det må være Kleopatras godkendelse.
Hendes udseende er også kendt. I 1874, under gravearbejdet på Esquilinhøjen for at anlægge Roms nye hovedbanegård, fandt man en 155 cm høj statue  af en nøgen kvinde. Kobraen, der slynger sig om vasen ved hendes fødder, ledte straks tanken hen på Kleopatra. Statuen kaldes "Venus fra Esquilin", men mangler Venus-statuernes ideal-proportioner, og har to horisontale strækmærker hen over maven; kvinden har været gravid. Gudinder gengives ikke med sådan en fysisk defekt. I havet ved Alexandria er der fundet en torso i sort granit med samme karakteristiske detaljer. Der må have været specielle grunde til, at nogen skulle fremstilles så realistisk. Frisuren med tykke krøller langs med panden har også kun én kendt parallel, nemlig en granitfigur, der antages at forestille netop Kleopatra.

## Efterkommere
Cæsarion, der nylig var fyldt sytten år, overlevede sin mor med kun nogle få uger. Plutark hævder, han blev narret tilbage til Alexandria af sin lærer Rhodon, mens Dio Cassius påstår, at han blev fundet i ørkenen og dræbt af romerne dér. Kleopatra Selene blev som femtenårig i 25 f.Kr giftet væk til Juba 2., der i stedet for sit tabte arverige Numidien blev tildelt Mauretanien (omtrent Marokko og den vestlige del af Algeriet) som bryllupsgave af Augustus. Juba 2. havde som barn deltaget i Cæsars triumftog sammen med sin besejrede far, og har nok mødt Selenes mor og mosteren Arsinoe dengang. Som gidsel i Rom fattede Juba interesse for at samle bøger, og han skrev selv flere nu tabte værker, blandt andet om Arabiens historie. Han og Selene bosatte sig i hovedstaden Cæsarea (det nuværende Cherchell), som de omgjorde til en miniature af Alexandria, komplet med fyrtårn. De fik en søn, Ptolemaios, og vistnok to døtre, før Selenes død i 6 f.Kr. Om hendes to brødre ved man intet, bortset fra, at Dio Cassius påstår, hun fik lov til at tage dem med, da hun flyttede til Mauretanien.
Selenes søn Ptolemaios blev konge af Mauretanien i 23 e.Kr. I år 40 blev han kaldt til Rom af kejser Caligula, som ville gøre Mauretanien om til en romersk provins, og fik Ptolemaios arresteret og dræbt under det påskud, at han i teatret havde haft en purpurkappe på, der var finere end Caligulas. Sådan blev Kleopatras sidste mandlige efterkommer dræbt efter ordre fra netop den kejser, der genindførte til Rom Kleopatras egen kult viet Isis, som Augustus i sin tid havde sørget for at forbyde. Ptolemaios af Mauretanien efterlod sig dog en toårig datter, Drusilla, Kleopatras oldebarn. Hun skal være vokset op ved kejserhoffet i Rom, og i år 53 bortgiftet til præfekten i Judæa, Antonius Felix, en af kejser Claudius' mor Antonias frigivne. Efter skilsmissen giftede hun sig med kongen af Emesa, og fik en søn og en datter med ham.
I 200-tallet kom enken Zenobia til magten i Palmyra i Syrien, og lagde Midtøsten og Egypten under sig. Zenobia kaldte sig dronning og efterkommer af Kleopatra. I så fald må det have været gennem Drusilla. Hun blev dog overvundet af kejser Aurelian og fremvist i hans triumftog i år 274.

## Eftermæle
Ved Suez lå byen Kleopatris, der var stor nok til at have sin egen biskop på 400-tallet. På den tid fandtes der stadig et tempel ved navn Kleopatreion, hvad der sandsynliggør, at dronningen også blev dyrket så længe efter sin død. Kirkefaderen Tertullian ca år 200 nævner hende som et eksempel til efterfølgelse i sit skrift Ad Martyres (= Til martyrerne), eftersom han mener, hun gik i døden for sin overbevisnings skyld. Augustin derimod forkaster et par århundreder senere selvmordere. Ca. år 700 udgav den koptiske biskop Johannes af Nikiu sine Krøniker, hvor han beskriver hende som "den mest strålende og klogeste af alle kvinder", nærmest en nationalhelgen. På 900-tallet fortæller den arabiske historiker al-Masudi, at slangen bed Augustus efter at have bidt Kleopatra, men at det tog kejseren et døgn at dø, mens han skrev et digt om sine varme følelser for Kleopatra. I Europa var hun dog gået helt i glemmebogen, til Dante gav hende plads i Den guddommelige komedie, hvor hun ikke er havnet i helvede, men i den anden kreds, fordi hun efter Dantes mening havde været et menneske i sine drifters vold. Boccaccio karakteriserer hende i Om berømte kvinder med egenskaberne "griskhed, ondskab og vellyst", mens Chaucer indleder Legend of Good Women med linjen "Her begynder legenden om martyren Kleopatra", som i hans tolkning tog sit liv i fortvivlelse over Antonius' død ved at springe ned i en ormegrav.
Den kødbenformede asteroide 216 Kleopatra er opkaldt efter hende; ligeså har hun lagt navn til et populært cigaretmærke i Mellemøsten, samt et projekt for at måle forurening i Middelhavet.

## Spillefilm
- Stumfilmen med Theda Bara som Kleopatra blev årets succes i 1917.[69][70][71]
- I 1934 spillede Claudette Colbert Kleopatra.[72]
- I 1963 kom farvefilmen med Elizabeth Taylor som den egyptiske dronning.[73][74]
- Angelina Jolie har sagt ja til rollen i en kommende film.[75]